# Oskar Fischinger
Oskar Fischinger (Gelnhausen, 22 giugno 1900 – Los Angeles, 31 gennaio 1967) è stato un animatore e pittore tedesco, autore di cortometraggi d'animazione astratta.
Ha realizzato più di 50 cortometraggi, e circa 900 tele.
Tra i suoi film, Motion Painting No. 1 (1947) fa parte dello statunitense National Film Registry.
Viene ricordato universalmente tra i più celebri esponenti del cinema astratto, come uno degli artisti che hanno maggiormente innovato il campo delle tecniche di animazione e soprattutto per aver sperimentato, nella prima metà del XX secolo, il rapporto esistente tra suono-segno e il suo connubio attraverso la realizzazione di noti brani musicali allora in voga.
Viene ricordato come un precursore delle tecniche cinematografiche, sia dal punto di vista visivo che da quello sonoro e riconosciuto come precursore del cinema d'animazione sperimentale e padre dei primi videoclip musicali.
Nella Germania Hitleriana la sua arte venne considerata come Arte degenerata per cui venne esiliato negli Stati Uniti e nel 1936 decise di trasferirsi a Hollywood.

## Biografia

### Primi anni
Oskar Wilhelm Fischinger nacque a Gelnhausen (Germania), quarto di sei fratelli. Suo padre conduceva una drogheria, mentre la madre aveva un locale che fungeva da birreria, taverna e sala da bowling. Fin da piccolo si appassionò alla pittura, incoraggiato dagli artisti che venivano a dipingere i paesaggi di Gelnhausen. Interessandosi anche di musica (prendeva lezioni di violino), iniziò a lavorare come apprendista presso un'azienda di costruttori d'organi, fino al giorno in cui i proprietari vennero chiamati alle armi. L'anno seguente lavorò come disegnatore presso lo studio di un architetto, finché non venne chiamato egli stesso alla visita di leva. Fu respinto per motivi di salute e la sua famiglia si trasferì a ovest di Francoforte, dove Fischinger frequentò una scuola commerciale e lavorò come apprendista presso una fabbrica, fino ad ottenere il diploma di ingegnere.

### Carriera
A Francoforte, Fischinger incontrò il critico teatrale Bernhard Diebold, il quale presentò Fischinger al regista Walter Ruttmann, pioniere del cinema astratto. Ispirandosi ai lavori del regista tedesco, Fischinger iniziò a sperimentare dapprima con liquidi colorati e poi successivamente con materiali tradizionali, come cera e argilla. In seguito inventò la "Wax Slicing Machine", una macchina da taglio sincronizzata con un otturatore di una videocamera: lo strumento induce la cera liquida a solidificare su una superficie fredda, la quale viene tagliata da una lama. Il risultato del film mostra un time-lapse attraverso le sezioni della cera, creando movimenti astratti. Fischinger scrisse a Ruttmann di questa sua invenzione, il quale espresse interesse. Quindi si trasferì a Monaco e Fischinger autorizzò Ruttmann ad utilizzare la macchina per fare gli sfondi del film di Lotte Reiniger: Le avventure del principe Achemed. Durante questo periodo Fischinger fece numerosi esperimenti sulla sua macchina, successivamente conosciuti come Wax Experiments.
Nel 1924, Fischinger venne assunto dall'imprenditore americano Luis Seel per produrre animazioni satiriche per un pubblico adulto. Iniziò anche a fare film astratti provando nuove e differenti tecniche, incluso l'utilizzo del "multiple projector", una tecnica di videoproiezione per animazioni astratte. Nel 1926 e 1927, Fischinger inserisce all'interno dei suoi show un accompagnamento musicale. Queste animazioni si intitolano Fieber (Fever), Vakuum, Macht (Power) e come ultimo R-1 ein Formspiel.
Nel 1927, davanti ad improvvise difficoltà economiche, Fischinger prese in prestito delle somme di denaro dalla famiglia e successivamente anche dalla padrona di casa. Nel giugno del 1927 tentò di sfuggire ai creditori scappando di nascosto da Monaco a Berlino. Prese solamente il poco necessario per il cammino di quasi 600 chilometri attraverso la campagna tedesca, documentando con un time-lapse il suo viaggio: il filmato che venne poi realizzato nei decenni successivi prese il nome di Walking from Munich to Berlin.
Nel 2012, venne dedicato a Oskar Fischinger un evento al Whitney Museum di New York e alla  Tate Modern di Londra, intitolato "Raumlichtkunst", letteralmente in italiano "Spazio Luce Arte"; le esibizioni vennero ricostruite dal "Center for Visual Music" e consistettero nella riproposizione di una serie di proiezioni multiple eseguite da Fischinger in Germania nel 1926.